# Garcinia miquelii
Garcinia miquelii är en tvåhjärtbladig växtart som beskrevs av Jean Baptiste Louis Pierre. Garcinia miquelii ingår i släktet Garcinia och familjen Clusiaceae. Inga underarter finns listade i Catalogue of Life.